# 西貢区

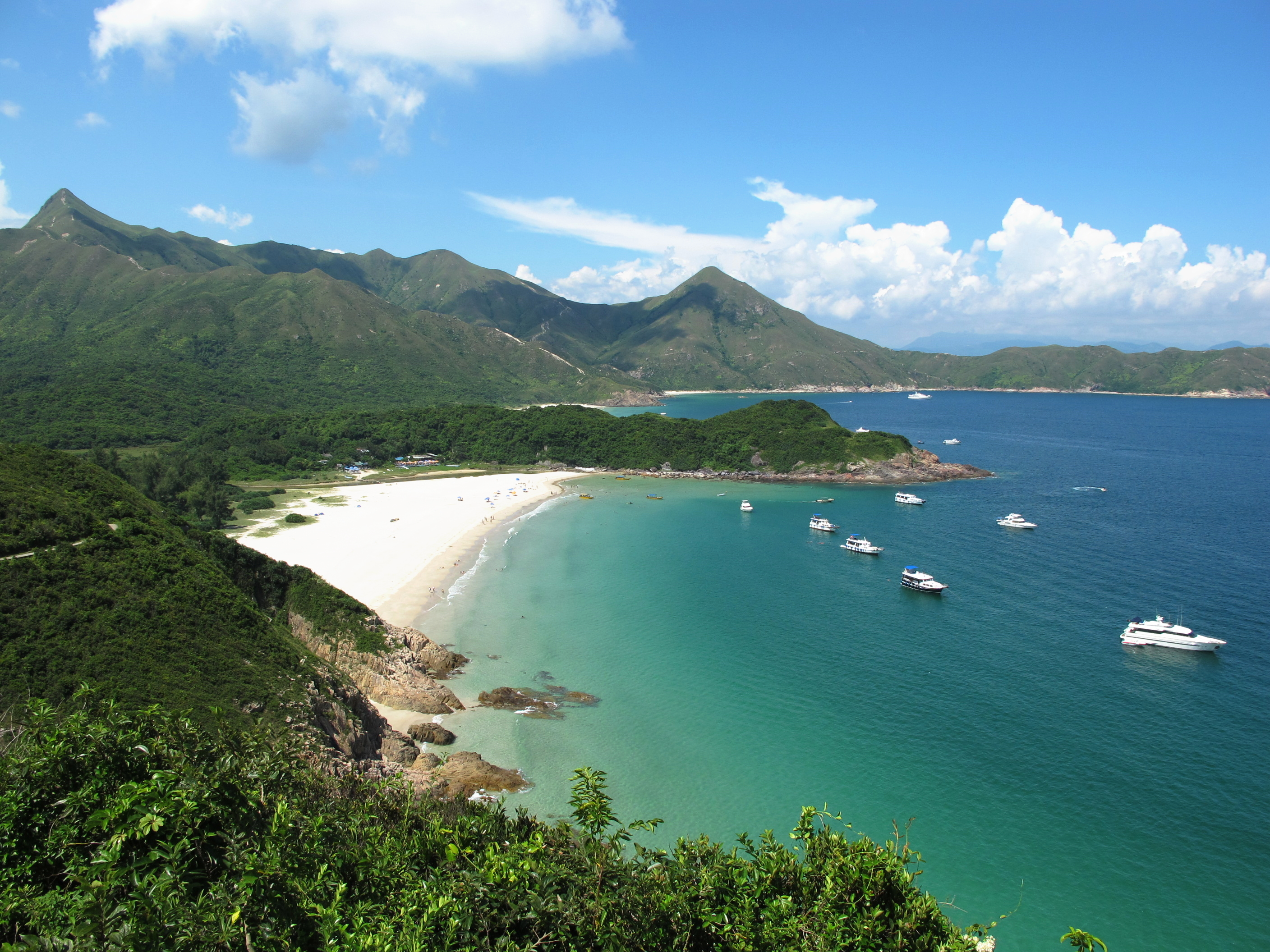
大浪湾

西貢区（さいこうく）は、香港の18の行政区画の一つであり、香港で2番目に広い地区である。新界の西貢半島の南半分、九龍東部の一片を含む。行政庁舎所在地は西貢市だが、地区の人口は将軍澳ニュータウン（将軍澳新市鎮）に集中する。住民の平均年齢は香港で2番目に若い。

## 教育

### 大学
- 香港科技大学

### 高等専門学校
- 明愛白英奇専業学校（中国語版）
- 明愛専上学院（中国語版）
- 香港知専設計学院（中国語版）
- 香港専業教育学院（中国語版）

### 中学校
- 宝覚中学（中国語版）
- 天主教鳴遠中学（中国語版）
- 港澳信義会慕徳中学（中国語版）
- 迦密主恩中学（中国語版）
- 将軍澳官立中学（中国語版）
- 景嶺書院（中国語版）
- 保良局甲子何玉清中学（中国語版）
- 東華三院呂潤財紀念中学（中国語版）
- 仁済医院靚次伯紀念中学（中国語版）
- 順徳聯誼総会鄭裕彤中学（中国語版）
- 威霊頓教育機構張沛松紀念中学（中国語版）
- 馬錦明慈善基金馬陳端喜紀念中学（中国語版）
- 香港道教聯合会円玄学院第三中学（中国語版）
- 基督教宣道会宣基中学（中国語版）
- 博愛医院八十週年鄧英喜中学（中国語版）
- 仁済医院王華湘中学（中国語版）
- 香海正覚蓮社仏教正覚中学（中国語版）
- 西貢崇真天主教学校（中学部）
- 新界西貢坑口区鄭植之中学（中国語版）
- 香港華人基督教聯会真道書院（中国語版）
- 萬鈞匯知中学（中国語版）
- 将軍澳香島中学（中国語版）
- 保良局羅氏基金中学（中国語版）
- 優才（楊殷有娣）書院（中国語版）
- 啓思中学（中国語版）
- 播道書院（中国語版）

### 小学校
- 天主教聖安徳肋小学（中国語版）
- 楽善堂劉徳学校
- 将軍澳天主教小学（中国語版）
- 景林天主教小学（中国語版）
- 港澳信義会小学
- 港澳信義会明道小学（中国語版）
- 将軍澳官立小学（中国語版）
- 香海正覚蓮社仏教黄藻森学校
- 保良局馮晴紀念小学
- 東華三院王余家潔紀念小学（中国語版）
- 仁済医院陳耀星小学（中国語版）
- 順徳聯誼総会梁潔華小学（中国語版）
- 基督教神召会梁省徳小学（中国語版）
- 博愛医院陳国威小学（中国語版）
- 基督教宣道会宣基小学（中国語版）
- 保良局黄永樹小学（中国語版）
- 仁愛堂田家炳小学（中国語版）
- 仏教志蓮小学
- 聖公会将軍澳基徳小学（中国語版）
- 将軍澳循道衛理小学（中国語版）
- 西貢崇真天主教学校（小学部）
- 西貢中心李少欽紀念学校
- 保良局陸慶濤小学（中国語版）
- 優才（楊殷有娣）書院（中国語版）
- 香港華人基督教聯会真道書院（中国語版）
- 播道書院（中国語版）
- 香港復臨学校
- 樹宏学校

### 特別支援学校
- 匡智翠林晨崗学校（中国語版）
- 将軍澳培智学校（広東語版）
- 霊実恩光学校（中国語版）

### 国際学校
- 香港復臨学校（英語版）
- シュルーズベリーインターナショナルスクール香港（中国語版）
- フランス国際学校（英語版）(将軍澳校舎)

## 交通

### 鉄道
- 香港MTR
  - ■観塘線

（黄埔方面）- 調景嶺駅
  - ■将軍澳線

（北角方面）- 調景嶺駅 - 将軍澳駅 - 坑口駅 - 宝琳駅
  - ■将軍澳線支線

将軍澳駅 - 康城駅

### 道路
幹線道路
- ：将軍澳藍田トンネル（中国語版）、将軍澳クロスベイブリッジ（中国語版）、将藍公路（中国語版）
- ：将軍澳トンネル、将軍澳トンネル公路（中国語版）

市区道路
- 宝琳路（中国語版）、宝琳北路
- 宝順路（中国語版）
- 環保大道（中国語版）

郊区道路
- 清水湾道（中国語版）、大坳門路
- 西貢公路（中国語版）
- 西沙路
- 大網仔路
- 坑口道